# Malouinière de la Fosse-Hingant
Le malouinière de la Fosse-Hingant est une malouinière situé de la commune de Saint-Coulomb, dans le département d'Ille-et-Vilaine en région Bretagne,. 

## Historique
Le manoir devient la propriété d'Olivier Trublet des Champs en 1656, qui sera le père de Joseph Trublet de Nermont.
Durant la chouannerie, elle est le centre de la conspiration de La Rouërie qui sera dénoncée par un traître. 
Elle est inscrite au titre des monuments historiques par arrêté du 20 mars 1995.